# Haimbachia albiceps
Haimbachia albiceps é uma espécie de mariposa pertencente à família Crambidae. Foi descrita pela primeira vez por Hampson em 1919. Pode-se encontrar na África do Sul.